# Christian Rainer

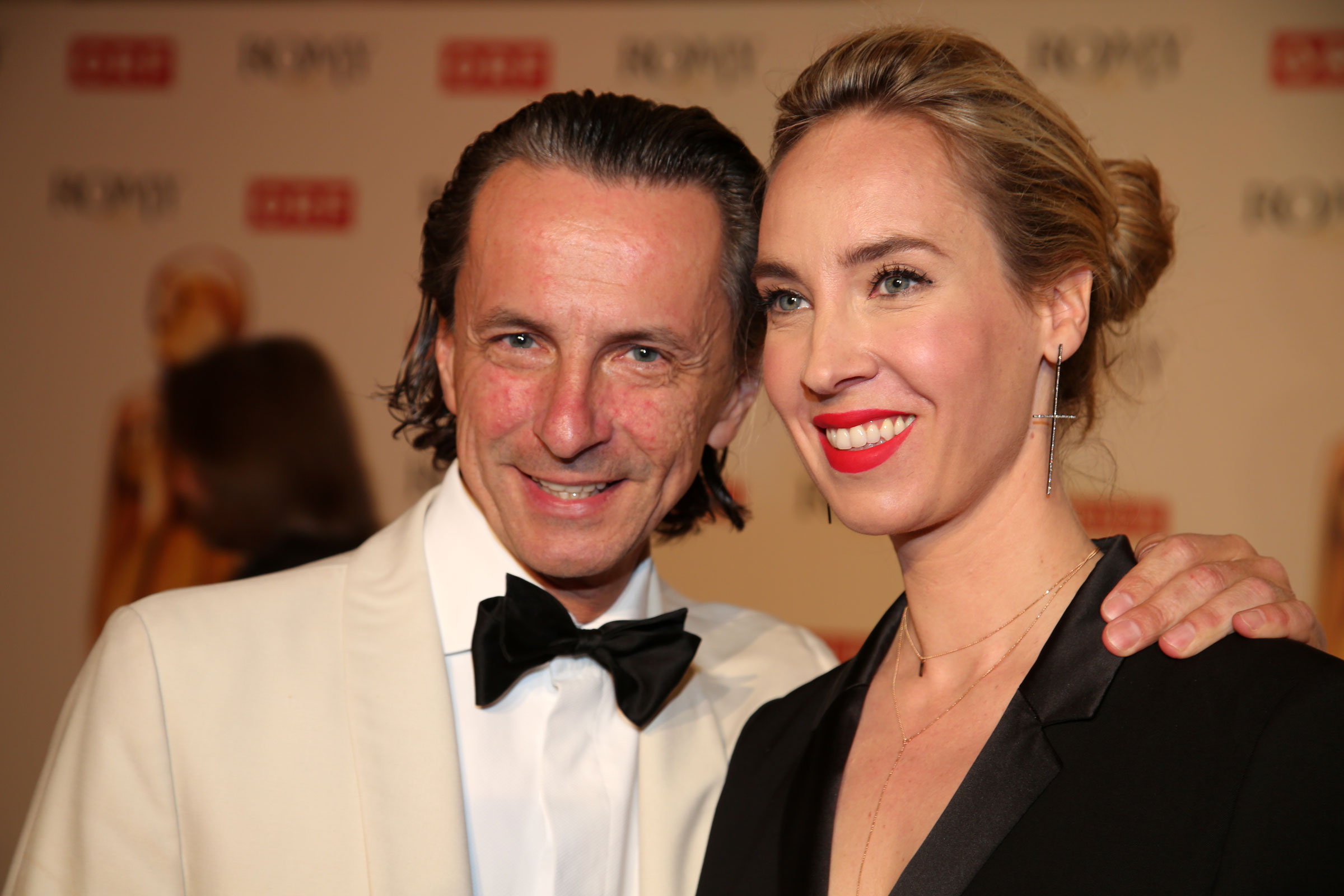
Christian Rainer mit Nadja Bernhard (2015)

Christian Rainer (* 13. Dezember 1961 in Gmunden) ist ein österreichischer Journalist und Medienmanager. Er war 25 Jahre lang Chefredakteur und Herausgeber des Nachrichtenmagazins profil. Rainer lebt in Wien und im Salzkammergut.

## Leben
Rainer wuchs mit zwei Brüdern in Ebensee im Salzkammergut auf. Sein Vater Helmut Rainer war Chemiker und ein Industriemanager, seine Mutter Johanna, geborene Zwierzina, war eine vertriebene Sudetendeutsche. Er besuchte das Gymnasium in Gmunden, maturierte nach einem USA-Auslandsjahr 1979 in High Point, North Carolina, und 1980 in Gmunden. Er studierte an der Universität Wien Rechtswissenschaft, Volkswirtschaftslehre und Philosophie. 1985 promovierte er in Rechtswissenschaft. Rainer ist der Neffe des bekannten österreichischen Malers Arnulf Rainer. Er ist Vater von Zwillingstöchtern. Rainer bezeichnet sich selbst als begeisterten Skifahrer, Segler und Bergsteiger – und als „miserablen Fußballspieler“.

## Karriere
Journalist wurde Rainer nach eigenem Bekunden „durch Zufall, aber nicht zufällig“, als er sich angesichts der Waldheim-Affäre neben vielen anderen Persönlichkeiten der österreichischen Zivilgesellschaft erstmals politisch engagierte und 1986 zunächst in der Wiener Wochenzeitung Falter zu schreiben begann.
Seine journalistische Laufbahn führte ihn – obwohl niemals einer politischen Partei nahestehend – zur  Arbeiter-Zeitung, wo er als Wirtschaftsredakteur begann, nach einem Jahr zum Ressortleiter für Wirtschaft und Finanzen aufstieg und zuletzt bis 1990 Stellvertretender Chefredakteur war. Im Anschluss daran war er Leiter des Ressorts Wirtschaft und Finanzen der WirtschaftsWoche Österreich und bis 1997 deren Chefredakteur.
Von Mai 1997 bis Herbst 2008 war Rainer Herausgeber und Chefredakteur des Wirtschaftsmagazins trend. Ab Juli 1998 war er zusätzlich Herausgeber und Chefredakteur des Nachrichtenmagazins profil. Im Dezember 2022 gab Rainer bekannt, dass er sich „mit großer Dankbarkeit und in allerbestem Einvernehmen mit Eigentümern und Redaktion“ ab März 2023 von profil zurückziehen werde, um sich noch einmal anderen Aufgaben zuzuwenden.
Rainer galt als längstdienender Chefredakteur eines deutschsprachigen Qualitätsmediums. In seiner Zeit bei profil produzierte er über 1200 Ausgaben des Wochenmagazins, schrieb neben anderen Texten rund 1000 Leitartikel und trieb die Digitalisierung des Magazins voran. Rainer galt als Spitzenverdiener unter Österreichs Journalisten. In Branchenblättern wurde ein Jahresgehalt von mehr als 300.000 Euro brutto angenommen.
Seit seinem Rückzug als Herausgeber und Chefredakteur arbeitet Rainer national und international für eine Vielzahl von Organisationen und Unternehmen wie den Verband Österreichischer Zeitungen, die Austria Presse Agentur oder die European Business Press. 

## Ehrenamtliche Tätigkeiten
Rainer war Mitglied im Kuratorium des Kinderhilfswerks Plan International Deutschland. Er war Vorstand des Verbandes Österreichischer Zeitungen. Von 2019 bis 2023 fungierte er zwei Perioden lang als Präsident der European Business Press (EBP/EBM), die den European Manager of the Year nominiert und in deren Executive Committee er weiterhin vertreten ist. Rainer ist Vorstand der Österreichischen Medienakademie, der Ludwig Boltzmann Gesellschaft und der Freunde der Österreichischen Nationalbibliothek. Er ist Beirat des Institute of Science and Technology Austria, des M100 Sanssouci Colloquiums und des Bank Austria Kunstforums Wien.

## Auszeichnungen
- 2015: Goldenes Ehrenzeichen für Verdienste um die Republik Österreich[3]
- 2019: Mostdipf-Preis[4]
- 2024: Großes Ehrenzeichen für Verdienste um die Republik Österreich[5][6]

### Negativpreise
- 2013 „Rosa Handtaschl“, verliehen durch das österreichische Frauennetzwerk Medien[7]